# Vitbukig delfin
Vitbukig delfin (Cephalorhynchus eutropia) är en art i familjen delfiner. Den förekommer bara vid kustlinjen av Chile.

## Kännetecken
Med en genomsnittlig längd på 1,70 meter och en vikt omkring 60 kg är vitbukig delfin en jämförelsevis liten art i familjen. Den listades ursprungligen i familjen tumlare (Phocoenidae) på grund av att den har en bredd som är 2/3 delar av djurets längd. Fenorna är i jämförelse till kroppen små. Undre halsen och buken är vitaktig, övriga kroppsdelar är grå eller mörkgrå. Delfinen har 28 till 34 par tänder i övre käken och 29 till 33 par i undre käken.
Vanligen iakttas arten i grupper men två till femton individer. Ibland är flocken större med upp till 400 medlemmar.
Det är nästan ingenting känt om artens levnadssätt. Det antas att vitbukig delfin har ungefär samma beteende som de andra arterna i samma släkte.

## Utbredning
Artens utbredningsområde sträcker sig längs Chiles kustlinje från Valparaíso (33:e breddgraden) till Kap Horn (55:breddgraden). Delfinen vistas i grunda havsregioner med en maximal djup på 200 meter. Regionen är ofta stark påverkat av tidvatten och sötvatten från floder som mynnar där.

## Relationen till människan och hot
Vitbukig delfin är den enda arten i släktet som undviker att simma nära fartyg och "rida" på vågen. Det antas att djuret utvecklade detta beteende på grund av tidigare jakt med harpun. Innan jakten blev förbjuden under 1980-talet dödades årligen mellan 1 300 och 1 500 individer. Idag dör flera delfiner när de fastnar i fiskenät men det är okänt om dessa händelser påverkar beståndet.